# Kylie Live in New York
Live in New York (o Kylie Live in New York) è una raccolta live della cantante e performer australiana Kylie Minogue. L'album è stato registrato in occasione dell'ultima data del For You, For Me Tour all'Hammerstein Ballroom di New York il 13 ottobre 2009.
L'album, disponibile dal 14 dicembre 2009 (11 in Italia), è scaricabile esclusivamente da store digitali. L'album non contiene la traccia Better Than Today nonostante fosse nella scaletta ufficiale poiché inclusa nel successivo album in studio della Minogue, Aphrodite. La pagina YouTube ufficiale di Kylie ha dato esclusivamente il 12 dicembre, una anticipazione della prima ora del concerto. La versione scaricabile da iTunes contiene, inoltre, tre bonus tracks realizzate da Steve Anderson.

## Tracce
1. Overture (Somewhere Over the Rainbow / The Sound of Music) — 1:40
2. Light Years — 4:20
3. Speakerphone — 4:46
4. Come into My World — 3:55
5. In Your Eyes — 3:22
6. Everything Taboo Medley — 9:18
  1. Shocked
  2. What Do I Have to Do?
  3. Spinning Around
  4. What Kind of Fool (Heard All That Before)
  5. Do You Dare?
  6. It's No Secret
  7. Keep on Pumpin' It
  8. I'm Over Dreaming (Over You)
  9. Ride on Time
  10. Such a Good Feeling
  11. Finally
  12. The Real Slim Shady
  13. Buffalo Girls
7. Like a Drug — 4:49
8. Boombox / Can't Get Blue Monday Out Of My Head — 5:03
9. Slow — 6:21
10. 2 Hearts — 4:18
11. Red Blooded Woman / Where the Wild Roses Grow — 4:44
12. Heartbeat Rock — 2:14
13. Wow — 3:01
14. White Diamond Theme — 2:09
15. White Diamond — 3:11
16. Confide in Me — 4:47
17. I Believe in You — 3:03
18. Burning Up / Vogue — 3:20
19. The Loco-Motion — 4:56
20. Kids — 5:00
21. In My Arms — 4:09
22. Better the Devil You Know — 4:42
23. The One — 4:27
24. I Should Be So Lucky — 3:55
25. Love at First Sight — 6:40

iTunes Bonus tracks
1. Light Years (Steve Anderson Studio Version) — 4:47
2. Speakerphone (Steve Anderson Studio Version) — 5:35
3. Come Into My World (Steve Anderson Studio Version) — 3:54

## Classifiche
L'album, essendo uscito in forma digitale non è eleggibile in classifica, tuttavia ha debuttato in alcune classifiche nel mondo:
| Chart (2009)                              | Peak position |
| ----------------------------------------- | ------------- |
| U.S. Billboard Top Electronic Album Chart | 13            |